# Линсја
Линсја (临夏) град је Кини у покрајини Гансу. Према процени из 2009. у граду је живело 204.692 становника.

## Становништво
Према процени, у граду је 2009. живело 204.692 становника.
| 1990.   | 2000.   | 2009    |
| ------- | ------- | ------- |
| 168.714 | 194.206 | 204.692 |